# 诺宰
诺宰（法語：Nozay，法語發音：[nozɛ] ⓘ）是法国法兰西岛大区埃松省的一个市镇，属于帕莱索区。

## 地理
诺宰（48°39'37"N, 2°14'34"E）面积7.34 平方千米，位于法国法蘭西島大區埃松省，该省份为法国北部内陆省份，北起上塞纳省和马恩河谷省，西接厄尔-卢瓦省和伊夫林省，南至卢瓦雷省，东临塞纳-马恩省。
与诺宰接壤的市镇（或旧市镇、城区）包括：维勒瑞斯特、索莱沙特勒、布瓦城、蒙莱里、马尔库西。

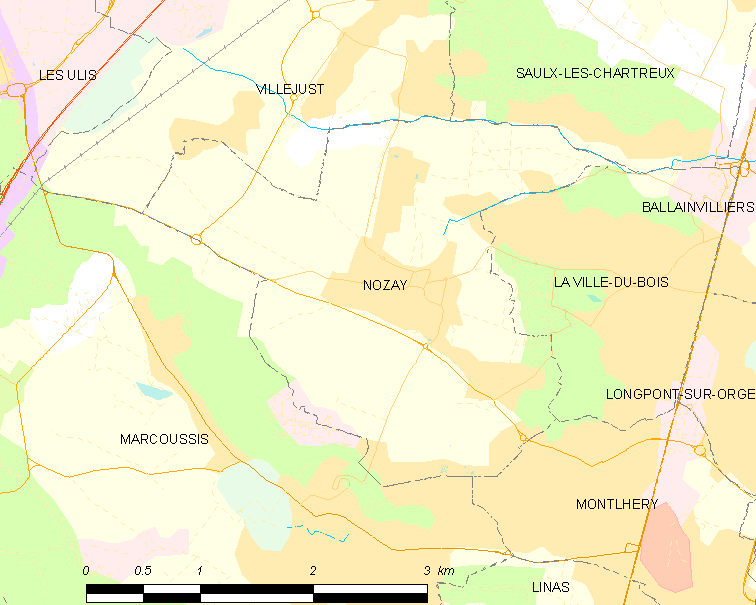
诺宰的OSM定位图

诺宰的时区为UTC+01:00、UTC+02:00（夏令时）。

## 行政
诺宰的邮政编码为91620，INSEE市镇编码为91458。

## 政治
诺宰所属的省级选区为莱叙利斯县。

## 人口

1962-2008年间诺宰人口变化图示

诺宰于2022年1月1日时的人口数量为4465人。